# پیتچائو
پیتچائو (به لاتین: Paitchau) یک کوه در تیمور شرقی است که در Muapitine واقع شده‌است. پیتچائو ۹۶۰ متر بالاتر از سطح دریا واقع شده‌است.